# Solo (canción de Clean Bandit)
«Solo» es una canción de la banda de música electrónica británica Clean Bandit, en colaboración con Demi Lovato. Fue escrita por Grace Chatto y Jack Patterson de Clean Bandit, Lovato, Camille Purcell y Fred, con producción manejada por Chatto, Patterson, Fred y Mark Ralph. La canción fue lanzada el 18 de mayo de 2018 por Atlantic Records.

## Antecedentes
Se supo de la canción por primera vez cuando una bailarina publicó en su historia de Instagram que estaba participando en un vídeo musical de Clean Bandit y Demi Lovato. Clean Bandit se refirió a la canción el 10 de mayo de 2018, escribiendo en Twitter: "Estamos muy emocionados de anunciar que nuestro nuevo sencillo Solo con @ddlovato será lanzado el 18/05". El anuncio fue acompañado con la portada de la canción. Camille Purcell también reveló en un tuit que ella había estado involucrada en la creación de "Solo".
Grace Chatto de Clean Bandit dijo a London Evening Standard que "Solo" se basó en su propia experiencia con una "difícil separación". Ella también reveló que la canción fue grabada por FaceTime porque la banda no pudo ingresar al estudio con Lovato. "Fue una locura. Ella estaba en Alabama en un estudio y nosotros estábamos aquí [Reino Unido]. ¿Sabes cuándo la conexión es mala y la velocidad fluctúa? No pudimos escuchar bien, pero salió muy bien".

## Composición
"Solo" es una canción de ritmo bailable de la música electrónica (EDM) de género Electronic que trata sobre amor propio a pesar de tener el corazón roto. Descrito como un "himno de verano", se abre con una "producción boyante". El coro consiste en una mezcla de efectos de sintetizador y vocoder, y con cierto aperecido al de la canción "Anywhere" de Rita Ora.

## Créditos
Créditos entregados por Tidal.
- Demi Lovato – composición, voz
- Grace Chatto – composición, producción, chelo, mezcla
- Jack Patterson – composición, producción, guitarra, mezcla, sintetizador
- Fred – producción, teclado, batería, sintetizador
- TDPZ – producción, mezcla
- Mark Ralph – producción, mezcla
- Tom AD Fuller – ingeniería de mezcla
- Stuart Hawkes – ingeniería maestra
- Mike Horner – ingeniería
- Mitch Allan – ingeniería
- Camille Purcell – composición, voces de fondo
- Luke Patterson – percusión
- James Boyd – viola
- Beatrice Philips – violín
- Stephanie Benedetti – violín

## Posicionamiento en listas

### Semanales
| Argentina       | Argentina Hot 100        | 44 |
| Australia       | ARIA Singles Chart       | 7  |
| Austria         | Ö3 Austria Top 40        | 1  |
| Alemania        | Official German Charts   | 1  |
| Bélgica (Fla)   | Ultratop                 | 3  |
| Bélgica (Val)   | Ultratop                 | 1  |
| Canadá          | Canadian Hot 100         | 14 |
| Colombia        | National Report          | 9  |
| Croacia         | HRT                      | 2  |
| Dinamarca       | Hitlisten                | 5  |
| Ecuador         | Monitor Latino Anglo     | 13 |
| Europa          | Euro Digital Songs       | 1  |
| Escocia         | Scottish Singles Chart   | 2  |
| Eslovaquia      | Singles Digital Top 100  | 1  |
| España          | PROMUSICAE               | 27 |
| Estados Unidos  | Billboard Hot 100        | 58 |
| Estados Unidos  | Dance/Electronic Songs   | 2  |
| Finlandia       | Suomen virallinen lista  | 4  |
| Francia         | SNEP                     | 4  |
| Grecia          | Digital Singles Chart    | 5  |
| Hungría         | Single Top 40            | 3  |
| Irlanda         | IRMA                     | 2  |
| Israel          | Media Forest             | 1  |
| Italia          | FIMI                     | 16 |
| Líbano          | Lebanese Top 20          | 2  |
| Lituania        | M-1 Top 40               | 2  |
| Luxemburgo      | Luxembourg Digital Songs | 7  |
| México          | Monitor Latino Anglo     | 5  |
| México          | México Ingles Airplay    | 3  |
| Noruega         | VG-lista                 | 12 |
| Nueva Zelanda   | Recorded Music NZ        | 21 |
| Países Bajos    | Dutch Top 40             | 14 |
| Polonia         | Polish Airplay Top 100   | 1  |
| Portugal        | AFP                      | 7  |
| Reino Unido     | UK Singles Chart         | 1  |
| República Checa | Singles Digitál Top 100  | 1  |
| Rumania         | Airplay 100              | 4  |
| Rusia           | Tophit                   | 1  |
| Singapur        | RIAS                     | 67 |
| Suecia          | Sverigetopplistan        | 3  |
| Suiza           | Schweizer Hitparade      | 6  |
| Ucrania         | Tophit                   | 35 |

### Anuales
| Alemania       | Official German Charts           | 8  |
| Bolivia        | Monitor Latino                   | 61 |
| Canadá         | Canadian Hot 100                 | 53 |
| Costa Rica     | Monitor Latino                   | 69 |
| Estados Unidos | Hot Dance/Electronic Songs       | 9  |
| Estados Unidos | Dance/Electronic Digital Songs   | 12 |
| Estados Unidos | Dance/Electronic Streaming Songs | 14 |
| Paraguay       | Monitor Latino                   | 35 |

### Certificaciones
| País           | Organismo certificador | Certificación | Ventas certificadas | Ref.   |
| -------------- | ---------------------- | ------------- | ------------------- | ------ |
| Alemania       | BVMI                   | 3× Oro        | 600 000             | [ 61 ] |
| Australia      | ARIA                   | 3× Platino    | 210 000             | [ 62 ] |
| Austria        | IFPI — Austria         | 2× Platino    | 60 000              | [ 63 ] |
| Bélgica        | BEA                    | Platino       | 40 000              | [ 64 ] |
| Canadá         | Music Canada           | 4× Platino    | 320 000             | [ 65 ] |
| Dinamarca      | IFPI — Dinamarca       | Platino       | 90 000              | [ 66 ] |
| España         | PROMUSICAE             | Platino       | 40 000              | [ 67 ] |
| Estados Unidos | RIAA                   | Platino       | 1 000 000           | [ 68 ] |
| Francia        | SNEP                   | Diamante      | 250 000             | [ 69 ] |
| Italia         | FIMI                   | 2× Platino    | 100 000             | [ 70 ] |
| Noruega        | IFPI — Noruega         | 3× Platino    | 180 000             | [ 71 ] |
| Nueva Zelanda  | RMNZ                   | Oro           | 15 000              | [ 72 ] |
| Polonia        | ZPAV                   | Diamante      | 100 000             | [ 73 ] |
| Portugal       | AFP                    | Platino       | 10 000              | [ 74 ] |
| Reino Unido    | BPI                    | 2× Platino    | 1 200 000           | [ 75 ] |